# Liu Lic Ka
"Alex" Liu Lic Ka (Hongkong, 18 maart 1971) is een Macaus autocoureur.

## Carrière
Het grootste deel van zijn carrière heeft Liu deelgenomen aan verschillende toerwagenkampioenschappen in Azië, waarbij hij regelmatig deelnam aan supportraces voor de Grand Prix van Macau. Hij maakte zijn debuut in het World Touring Car Championship in 2009, toen hij in zijn thuisrace op het Circuito da Guia instapte bij Liqui Moly Team Engstler naast zijn landgenoten Henry Ho en Joseph Rosa Merszei. In 2012 nam hij deel aan het weekend op het Shanghai International Circuit voor Engstler in een BMW 320si. Zijn beste resultaat in deze races was een 21e plaats in de eerste race in Shanghai in 2012.